# Эгертер, Доминик
Доминик Эгертер (нем. Dominique Aegerter; род. 30 сентября 1990, Рорбах, Швейцария) — швейцарский мотогонщик, участник чемпионата мира по шоссейно-кольцевым мотогонкам MotoGP. В сезоне 2016 года выступал в классе Moto2 за команду «Technomag Interwetten» под номером 77. Наивысшим достижением в карьере является победа на Гран-При Германии—2014.

## Биография
На юношеском уровне Доминик выступал в соревнованиях серии «ADAC Junior Cup» и чемпионате Германии в классе 125.
На чемпионате мира по шоссейно-кольцевым мотогонкам MotoGP дебютировал в 2006 году, приняв участие в Гран-При Португалии и Валенсии по уайлд-кард. В следующем сезоне швейцарец стал полноценным участником чемпионата, подписав контракт с командой «Multimedia Racing» для участия в классе 125сс.
На сезон 2008 Эгертер перешёл в команду «Ajo Motorsport», где его партнёром по команде стал француз Майк Ди Мельо, который в итоге выиграл чемпионат. Результаты Доминика были невысокими: несколько раз он приезжал 8-м в общем зачёте занял лишь 16-е место. В следующем сезоне он продолжил свои выступления за команду. Его результаты были аналогичными по сравнению с предыдущим сезоном, по итогам года он стал 13-м.
На сезон 2010 Доминик перешёл к новой категории Moto2, подписав контракт с командой бывшего мотогонщика Алана Броне «Technomag-CIP». В своё распоряжение он получил мотоцикл MMX2, разработанный швейцарским ателье «Suter Racing Technology». Дебютный сезон в среднем классе Эгертер завершил на 15-м месте, его лучшим результатом в сезоне было 7-е место на Гран-При Арагона.
В 2011-м он продолжил выступления вместе с командой. На заключительном Гран-При сезона в Валенсии швейцарец впервые в карьере поднялся на подиум, заняв 3-е место. В общем зачёте Доминик занял 8-е место.
Следующий сезон по результатам был похож на предыдущий — в 17 гонках из 18-и Эгертер финишировал в очковой зоне, в итоговой таблице снова заняв 8-е место.
В сезоне 2013 Доминик несколько улучшил свои результаты. В его активе снова был один подиум (3-е место на Гран-При Нидерландов), а также 3 четвёртых места и 4 пятых. Кроме того, он во всех гонках сезона финишировал в очковой зоне. Это позволило ему занять 5-е место в общем зачёте.
Сезон 2014 начался неудачно: в дебютной гонке в Катаре Доминик не доехал до финиша. Вместе с этой неудачей прервалась серия успешных финишей (до этого он 33 гонки подряд приезжал в очковой зоне) и по этому показателю он уступает лишь Луке Кадалори, который успешно провёл 34 гонки подряд в классе 250сс в 1990-1992 годах. Однако уже в следующей гонке, в Америке, швейцарец приехал третьим, а на четвёртом Гран-При сезона Эгертер впервые в карьере поднялся на второе место пьедестала. В середине сезона, на Гран-При Германии, Доминик одержал дебютную для себя победу. Всего в сезоне он одержал 4 подиумы, проехал один быстрейший круг и однажды стартовал с поула. Это позволило закончить чемпионат пятым, во второй раз подряд.
Успешные выступления швейцарца привлекли внимание руководителей команд «королевского» класса. В частности, в разгар сезона появились слухи о том, что Эгертер может присоединиться к команде «Avintia Racing» для выступлений в сезоне 2015, однако он решил остаться в среднем классе, подписав контракт с швейцарской командой «Technomag Interwetten», где его партнёрами стали земляки Томас Ярости и Робин Мульхаузер. В начале 2015 года Доме также был приглашён заводской командой «Kawasaki Racing» для тестирования нового мотоцикла, что было связано с возможным возвращением команды к выступлениям в MotoGP.
Сезон 2015 года сложился для Эгертера хуже предыдущих — он лишь однажды финишировал в призовой тройке (третье место на Мото Гран-При Италии 2015), а в конце года, на Гран-При Арагона, ещё и травмировался, из-за чего вынужден был пропустить четыре последние гонки. В общем зачёте Доминик завершил сезон на 17-м месте.
В сезоне 2016 сотрудничество швейцарца с командой продолжилась.